# Podisma eitschbergeri
Podisma eitschbergeri är en insektsart som beskrevs av Carl Otto Harz 1973. Podisma eitschbergeri ingår i släktet Podisma och familjen gräshoppor. Inga underarter finns listade i Catalogue of Life.